# Cordillère d'Apolobamba
La cordillère d'Apolobamba est une chaîne montagneuse des Andes péruviennes et boliviennes, au nord du lac Titicaca. Elle culmine au Nevado Chaupi Orco (6 044 mètres) au niveau de la frontière.
Elle s'étend dans le département de Puno côté péruvien et dans le nord du département de La Paz côté bolivien, pour se terminer au niveau de l'Altiplano bolivien. En Bolivie, une partie de la cordillère est protégée par le parc national Madidi.

## Principaux sommets
| Nom               | Altitude (m) | Coordonnées                  | Pays            |
| ----------------- | ------------ | ---------------------------- | --------------- |
| Chaupi Orco       | 6 044        | 14° 39′ 22″ S, 69° 13′ 44″ O | Bolivie - Pérou |
| Sorapata          | 6 000        | 14° 38′ 05″ S, 69° 13′ 48″ O | Bolivie - Pérou |
| Cololo            | 5 915        |                              | Bolivie         |
| Ananea            | 5 853        | 14° 36′ 45″ S, 69° 22′ 41″ O | Pérou           |
| Callijon          | 5.827        | 14° 37′ 51″ S, 69° 24′ 04″ O | Pérou           |
| Huellancalloc     | 5 825        |                              | Bolivie         |
| Flor de Roca      | 5 808        | 14° 40′ 11″ S, 69° 15′ 05″ O | Bolivie - Pérou |
| Palomani Grande   | 5 768        | 14° 43′ 01″ S, 69° 14′ 29″ O | Bolivie - Pérou |
| Nubi              | 5 710        |                              | Bolivie         |
| Canisaya          | 5 706        |                              | Bolivie         |
| Montserrat Norte  | 5 655        |                              | Bolivie         |
| Cuchillo          | 5 655        |                              | Bolivie         |
| Palomani Tranca   | 5 633        | 14° 43′ 33″ S, 69° 14′ 03″ O | Bolivie - Pérou |
| Katantica Central | 5 630        |                              | Bolivie         |
| Palomani Cunca    | 5 629        | 14° 42′ 21″ S, 69° 15′ 01″ O | Bolivie - Pérou |
| Ascarani          | 5 580        |                              | Bolivie         |
| Ichocollo         | 5 423        | 14° 41′ 01″ S, 69° 15′ 32″ O | Bolivie - Pérou |
| Akamani           | 5 400        |                              | Bolivie         |